# Justin Cooper
Justin Cooper (Los Ángeles, California, 17 de noviembre de 1988) es un exactor estadounidense. Es más conocido por su papeles en la películas de comedia Liar Liar (1997) y Daniel el travieso ataca de nuevo (1998).

## Biografía
Cooper comenzó a actuar a los cinco años de edad, apareciendo en comerciales para televisión de Domino's Pizza y también tuvo una aparición en la popular serie Full House. Después actuó en The Boys Are Back. También tuvo apariciones en E.R. y The Sagnificient Seven. Después protagonizó Daniel el travieso ataca de nuevo, en el papel protagonista de Daniel Mitchell, y también apareció en el sitcom Brother's Keeper. En el 2003, Cooper se retiró de la actuación. En el 2017, comenzó a trabajar como productor de The Ben Maller Show en Fox Sports Radio.

## Filmografía

### Cine
- Daniel el travieso ataca de nuevo (1998) ... Daniel Mitchell
- The Adventures of Ragtime (1998) ... Barkley Blue
- Liar Liar (1997) ... Max Reede

### Televisión
- The Practice (2003)... Timothy Graham
- All About Us (2001)... Mike Alcott
- Brother's Keeper (1998-1999)... Oscar Waide
- Boy Meets World (1997)... Ryan
- General Hospital (1996)... Lucas Stansbury Jones
- The Boys Are Back (1994)... Nicky Hansen
- Full House (1993)... Linus Plankin